# Johann Ludwig Christian Gravenhorst
Johann Ludwig Christian Gravenhorst (Braunschweig, 14 novembre 1777 – Breslavia, 14 gennaio 1857) è stato un entomologo e zoologo tedesco.

## Biografia
Gravenhorst nacque a Braunschweig. Il suo precoce interesse per gli insetti si deve ai suoi professori, entrambi entomologi dilettanti. Entrò all'Università di Helmstedt per studiare legge nel 1797. Si iscrisse all'Università di Gottinga, dove fece dei corsi con Johann Friedrich Blumenbach. Tornò di nuovo nell'Università di Helmstadt per presentare la sua tesi. Andò a Parigi nel 1802 e lì incontrò Georges Cuvier, Pierre André Latreille, e Alexandre Brongniart. Parallelamente ai suoi studi, fece una collezione molto importante sulla storia naturale. Nel 1805, ottenne una cattedra a Gottinga e pubblicò, l'anno successivo, Monographie Coleopterorum.
Tra le sue opere, vi sono degli studi sulle vespe parassite, ma lavorò anche nel settore erpetologico. Si stabilì a Francoforte (Oder) nel 1810, dove insegnò  storia naturale presso l'università della città. L'anno successivo, si stabilì presso l'Università di Breslavia.
Nella quale divenne anche direttore del Museo di Storia Naturale di Breslavia e dove mise anche le sue varie collezioni.
Soffrì di disturbi mentali dopo 1825, dalla quale si vede costretto di interruppere tutte le attività scientifiche  (1840), e della revoca nel 1856. Morì a Breslavia.

## Realizzazioni
Gravenhorst era uno specialista in Staphylinidae e descrisse le varie specie di Ichneumonidae. È stato anche uno dei primi specialisti di rana.
Due specie di lucertole sono chiamati in suo onore: Liolaemus gravenhorstii e Trachylepis gravenhorstii.

## Specie descritte da Gravenhorst

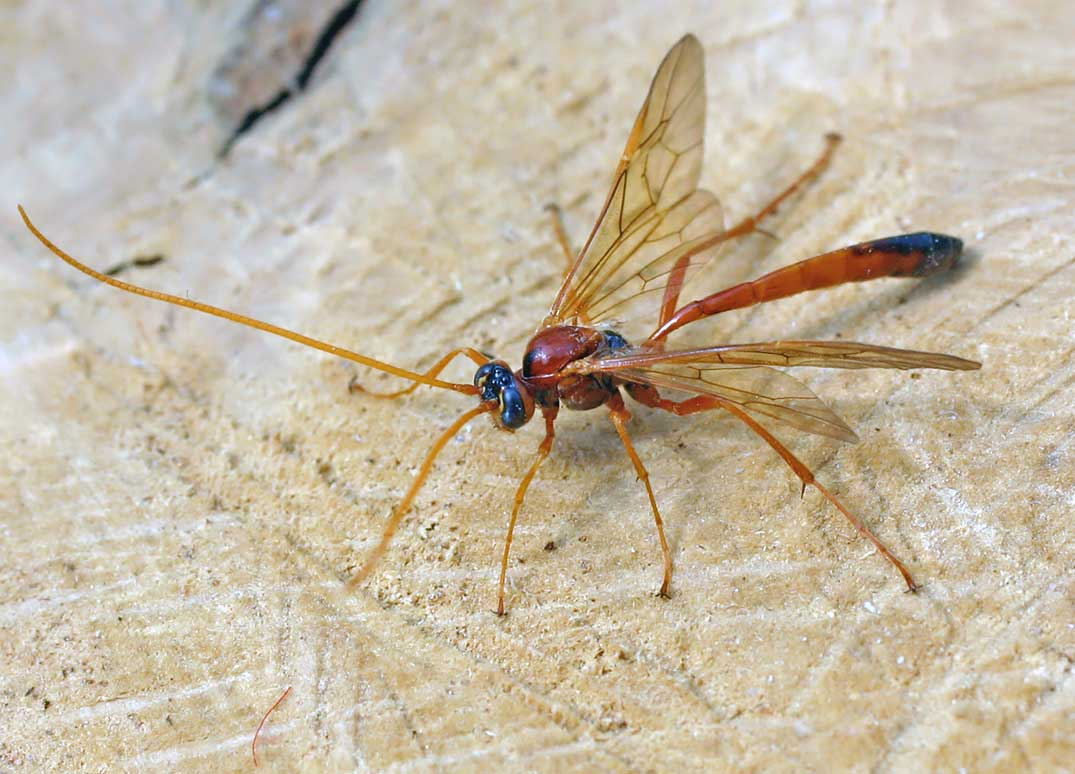
Ophion ventricosus un icneumonide descritto da Gravenhorst.

- Ambystoma opacum, la salamandra originaria degli Stati Uniti
- Rana cancrivora, ora Fejervarya cancrivora, rana originaria della Malaysia e Thailandia
- Leiocephalus schreibersii, lucertola rossa originaria delle Indie Occidentali
- Xenochrophis melanzostus, serpente originario delle Andamane

## Opere
- Monographia Coleopterorum Micropterorum. Göttingen: Henricus Dieterich, xvi+248 pp, tabula. (1802)
- Coleoptera Microptera Brunsvicensia nec non exoticorum quotquot exstant in collectionibus entomologorum Brunsvicensium in genera familias et species distribuit. Braunschweig: Carolus Reichard, lxvi+207 pp. Gravenhorst, J.L.C (1806)
- Ichneumologia Europaea. Vratislaviae, sumtibus auctoris. 3 volumes (including supplement). pp. xxxi, 827, (4); 989; 1097, with 2 engraved plates and 2 folded tables.(1829) - Contents I: Generalia, Ichneumones, Supplementa, Indices - II: Tryphones, Trogos, Alomyas, Cryptos - III: Pimplas, Metopios, Bassos, Banchos, Ophiones, Hellwigias, Acaenitas, Xoridas, Supplementa. BHL digitised text of all 3 volumes.

## Collezioni
- Museo di Storia Naturale dell'Università di Breslavia
- Armenology Research National Center